# Романовское (Тверская область)
Рома́новское (карел. Romanovskoi) — село в Весьегонском муниципальном округе Тверской области России.

## География
Находится в 28 километрах к юго-востоку от города Весьегонск, на правом берегу реки Ламь.

## История
В Списке населенных мест Весьегонского уезда 1859 года Романовское значится как владельческое сельцо, 48 дворов, 265 жителей.
По данным статистического сборника 1894 года в Чамеровской волости Весьегонского уезда значится деревня Романовское (в 1889 году в ней было 55 дворов, 229 жителей), а село Романовское — второе название погоста Никола-Высока (1/2 версты от деревни, 11 семей священнослужителей). В Советское время деревня стала называться селом Романовское (хотя здесь нет церкви), а погост Никола-Высока (с. Романовское) стал деревней Никола-Высока.
В 1940 году село центр Романовского сельсовета Овинищенского района Калининской области.
В 1997 году — 39 хозяйств, 72 жителя. Администрация Романовского сельского округа, центральная усадьба колхоза «Труженик», начальная школа, ДК, библиотека.
С 2005 года село являлось центром Романовского сельского поселения, с 2019 года — в составе Весьегонского муниципального округа. 

## Население
| 1859 | 1919 | 1997 | 2002 | 2010 |
| ---- | ---- | ---- | ---- | ---- |
| 265  | ↘249 | ↘72  | ↘63  | ↘62  |